# 老鷹岩摩崖造像
老鷹岩摩崖造像位於四川省眉山市彭山縣，文物遺址年代判定為唐。2012年7月16日公佈為第八批四川省文物保護單位。
老鷹岩摩崖造像位於四川省眉山市彭山縣城東北7.5公里的江口鎮茶場村6組彭祖山北面老鷹岩，在長約40米、高約30米、距地表約5米的崖壁上，隨崖鑿造大佛2尊，小像16盤。大佛兩尊又名齊山雙佛（均為釋迦牟尼佛）坐南向北，均採用高浮雕，1號佛為一站佛通高30米，肩寬7.0米，頭飾螺警、著雙領下垂衣，左手前置施品印，右手上舉、施無畏印，赤腳站於蓮花臺上。2號佛為一坐佛通高28米，肩寬7.3米，頭飾衣飾同于左站佛，雙手施定印，結蜘跌坐於彌座上。二號龕為穹窿頂敞口龕，寬1.8米、高1.9米、深1.27米，造像共七尊，內側為一佛四弟子，老鷹岩摩崖造像群佈局合理、雕工精美，比例勻稱、具有極高的歷史、藝術和文物價值。2001年，老鷹岩摩崖造像被眉山市人民政府公佈為市級文物單位。